# NASA X-57 Maxwell
Le X-57 Maxwell est un avion électrique expérimental américain développé par la NASA. Le but de l'appareil est de tester le concept Leading Edge Asynchronous Propeller Technology (LEAPTech) qui consiste à installer plusieurs petits moteurs électriques sur le bord d'attaque de l'aile d'un avion. L'appareil se base sur un Tecnam P2006T dont l'aile est modifiée. Son nom « Maxwell » lui a été donné en hommage au physicien James Clerk Maxwell qui permit de grandes avancées dans le domaine de l'électromagnétisme.

## Historique
Le programme X-57 commence en 2014 avec le projet Leading Edge Asynchronous Propeller Technology (LEAPTech) dont le but est de diminuer les émissions sonores et la dépendance aux carburants fossiles, ainsi que d'améliorer les performances et la qualité de vol des avions. Pour ce projet, des chercheurs des centres de recherche de la NASA, Langley et Armstrong, s'associèrent à deux sociétés californiennes : Empirical Systems Aerospace (ESAero), responsable du démonstrateur HEIST et de l'intégration des systèmes et de l'instrumentation, et Joby Aviation, chargée de la conception et de la fabrication des moteurs électriques, des hélices et de l'aile en fibre de carbone.
Le démonstrateur Hybrid-Electric Integrated Systems Testbed (HEIST) est constitué d'une aile en fibre de carbone de 9,44 m d'envergure sur laquelle sont installés 18 moteurs électriques répartis le long du bord d'attaque. Pour les besoins des tests, le banc d'essai est installé sur un camion grâce à un portique. Les premiers essais ont lieu en janvier 2015 sur l'Oceano County Airport. Le camion est lancé à 64 km/h pour effectuer les premières mesures. Le 26 février 2015, il arrive au centre de recherche en vol Armstrong. Là, le véhicule est lancé à 117 km/h sur le lac asséché de l'Edwards Air Force Base. Les essais durent plusieurs mois, permettant aux chercheurs de mesurer la portance, la traînée et la stabilité longitudinale afin de valider leurs résultats théoriques.
L'étape suivante consiste à modifier un bimoteur léger Tecnam P2006T en remplaçant ses ailes originelles par une nouvelle aile équipée de 14 moteurs électriques installés sur le bord d'attaque, dont deux plus gros en extrémités de voilure, qui serviront au vol de croisière. L'avion en cours de construction (en juin 2016) devrait arriver à Armstrong d'ici un an pour y être modifié.
En septembre 2016, la NASA a effectué plusieurs vols avec un Tecnam P2006T afin de recueillir des données auxquelles seront comparées celles qui seront obtenues avec le X-57,. Le premier vol du X-57 devait avoir lieu en 2017 mais en juin 2018, il est annoncé en 2019.
La première configuration entièrement électrique du X-57 a été livrée à la NASA le 2 octobre 2019. Ce sera le premier "série X" piloté depuis plus de 20 ans.
Le projet est abandonné en juin 2023 sans avoir effectué un seul vol en raison de problèmes de sécurité liés à la motorisation insolubles dans 
l'enveloppe budgétaire fixée.
Fin juin 2023, la NASA annonce qu'il sera retiré du service opérationnelle fin septembre 2023.

## Description

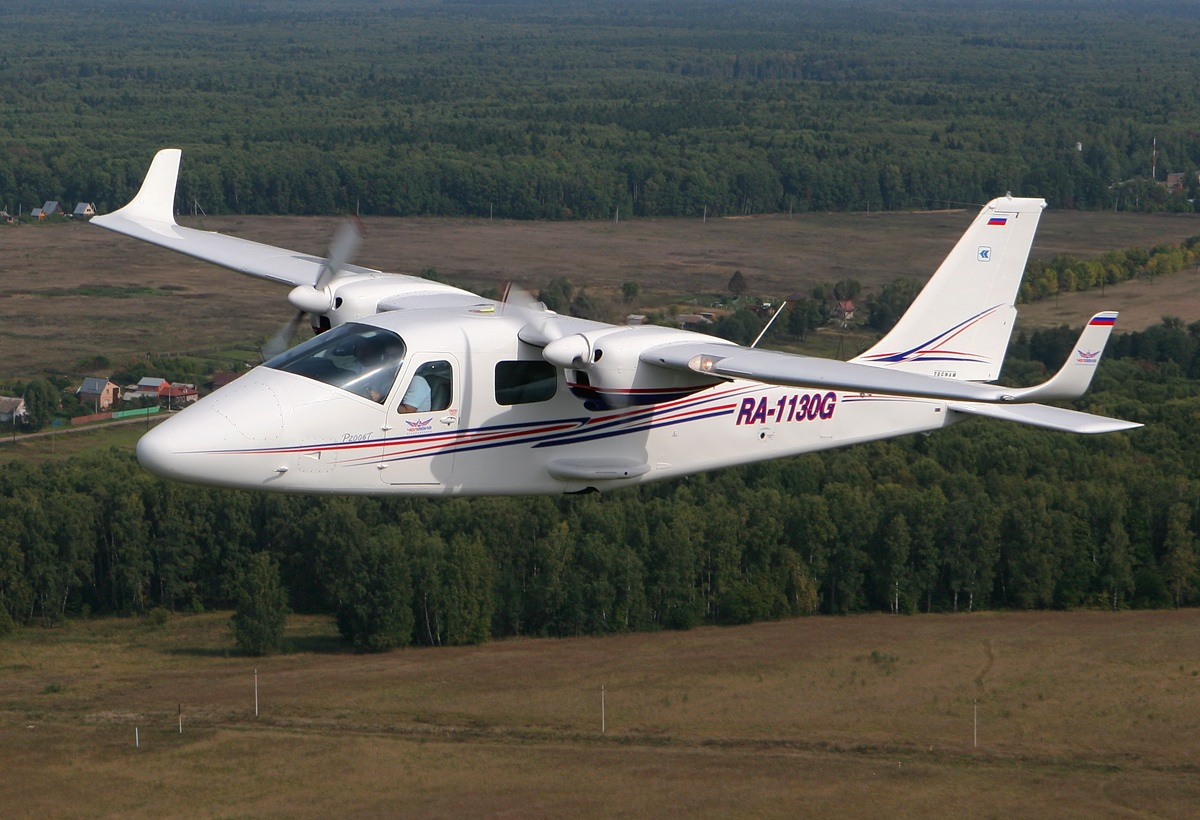
Un Tecnam P2006T en vol. Le X-57 est basé sur cet appareil.

Le X-57, basé sur un bimoteur léger Tecnam P2006T modifié, est un quadriplace à ailes hautes et train d'atterrissage tricycle rétractable. Lors de sa modification, l'aile originelle dotée de deux moteurs thermiques est remplacée par une aile en fibre de carbone avec 12 moteurs électriques au bord d'attaque et deux moteurs plus gros en extrémités de voilure. Les 12 moteurs sont utilisés pour les phases de décollage et d'atterrissage tandis que les deux autres le sont à l'altitude de croisière. Chaque moteur peut être utilisé indépendamment à des vitesses différentes pour optimiser les performances. L'avion est entièrement alimenté par des batteries.